# Azman Air
Azman Air Services Limited è una compagnia aerea regionale con sede a Kano, Nigeria. Fondata nel 2010 dall'uomo d'affari Abdulmunaf Yunusa Sarina, la compagnia opera servizi di linea passeggeri nazionali dalla sua base all'aeroporto Internazionale Mallam Aminu Kano.

## Storia
Azman Air è stata fondata nel 2010 e ha iniziato le operazioni nel 2014; il suo primo volo commerciale è avvenuto il 15 verso maggio 2014 da Kano all'aeroporto Internazionale Nnamdi Azikiwe. La compagnia aerea ha iniziato le operazioni in Nigeria con 2 Boeing 737-500 per i servizi domestici. Nell'ottobre 2017, Azman Air ha noleggiato un Airbus A330 di seconda mano da una compagnia aerea charter egiziana (l'ormai defunta Air Leisure) che sarebbe stato utilizzato su rotte internazionali sia in Medio Oriente che in Asia. Da allora, la compagnia aerea ha interrotto il noleggio dell'A330 e, dall'8 febbraio 2020, vola solo su rotte nazionali all'interno della Nigeria.
Nel 2020, la compagnia ha acquisito un Airbus A340-600 ex Virgin Atlantic Airways per aprire rotte internazionali, che inizieranno nel 2022 con l'aggiunta di un ulteriore A340. Tra le nuove destinazioni pianificate ci sono città cinesi, Dubai, Londra e Gedda.

## Destinazioni
Al 2022 Azman Air opera voli interni in Nigeria, con l'obiettivo di espandersi nel mercato internazionale nel corso dell'anno.

## Flotta

### Flotta attuale

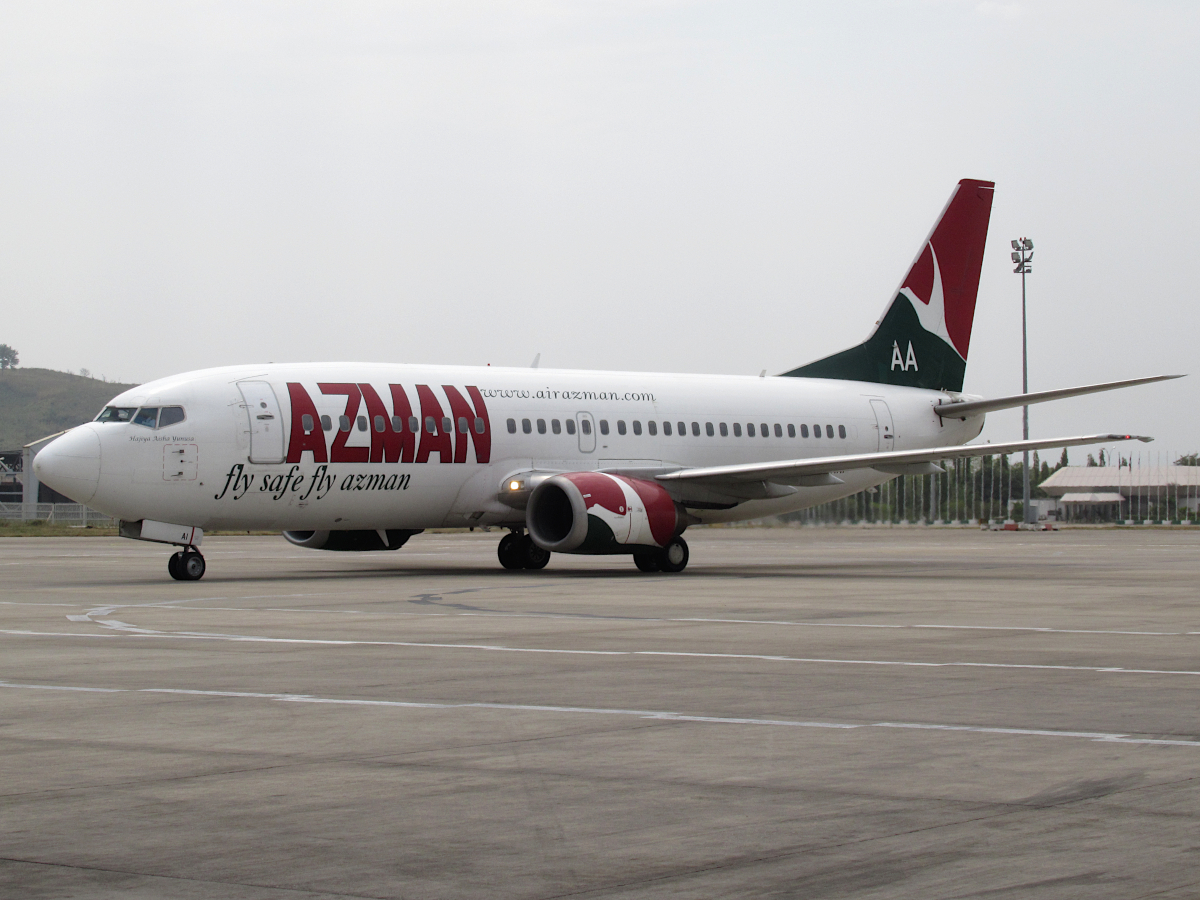
Un Boeing 737-300.

Ad agosto 2024 la flotta di Azman Air è così composta:

### Flotta storica
Azman Air operava in precedenza con i seguenti aeromobili: